# غرين أكرز
غرين أكرز (بالإنجليزية: Greenacres)‏ هي مدينة أمريكية تقع في ولاية فلوريدا. تبلغ مساحة هذه المدينة 12.1 (كم²)،ويبلغ عدد سكانها 27569 نسمة حسب إحصاء سنة 2010 م 27569.تشير إحصاءات سنة 2000م بأن الكثافة السكانية في هذه المدينة تقدر بـ(2284.8) نسمة/كم2 

## التركيبة السكانية
حدّد مكتب تعداد الولايات المتحدة بيانات التركيبة السكانية لغرين أكرز في تعداد الولايات المتحدة. في ما يلي، التركيبة السكانية حسب تعدادي 2000 و2010.

### تعداد عام 2000
بلغ عدد سكان غرين أكرز 27,569 نسمة بحسب تعداد عام 2000، وبلغ عدد الأسر 12,059 أسرة وعدد العائلات 7,588 عائلة مقيمة في المدينة. في حين سجلت الكثافة السكانية 1,807.8 نسمة لكل كيلومتر مربع (4,682.2/ميل2). وبلغ عدد الوحدات السكنية 14,153 وحدة بمتوسط كثافة قدره 928.1 لكل كيلومتر مربع (2,403.8/ميل2).
وتوزع التركيب العرقي للمدينة بنسبة 83.21% من البيض و6.49% من الأمريكيين الأفارقة و0.35% من الأمريكيين الأصليين و1.83% من الأمريكيين ذوي الأصول الآسيوية و0.04% من سكان جزر المحيط الهادئ و5.61% من الأعراق الأخرى و2.47% من عرقين مختلطين أو أكثر و21.25% من الهسبانيون أو اللاتينيون من أي عرق.
بلغ عدد الأسر 12,059 أسرة كانت نسبة 27.1% منها لديها أطفال تحت سن الثامنة عشر تعيش معهم، وبلغت نسبة الأزواج القاطنين مع بعضهم البعض 45.9% من أصل المجموع الكلي للأسر، ونسبة 12.5% من الأسر كان لديها معيلات من الإناث دون وجود شريك، بينما كانت نسبة 4.5% من الأسر لديها معيلون من الذكور دون وجود شريكة وكانت نسبة 37.1% من غير العائلات. تألفت نسبة 29.7% من أصل جميع الأسر من عدة أفراد يعيشون في نفس المنزل ونسبة 15.1% كانت تتألف من شخص يعيش بمفرده يبلغ من العمر 65 عاماً أو أكثر. وبلغ متوسط حجم الأسرة المعيشية 2.29، أما متوسط حجم العائلات فبلغ 2.80.
بلغ العمر الوسطي للسكان 39.6 عاماً. وكانت نسبة 20.9% من القاطنين تحت سن الثامنة عشر، وكانت نسبة 7.6% بين الثامنة عشر والرابعة والعشرين عاماً، ونسبة 28.5% كانت واقعةً في الفئة العمرية ما بين الخامسة والعشرين والرابعة والأربعين عاماً، ونسبة 19.4% كانت ما بين الخامسة والأربعين والرابعة والستين، ونسبة 23.6% كانت ضمن فئة الخامسة والستين عاماً فما فوق. يوجد لكل 100 أنثى 87.9 ذكر، ويوجد لكل 100 أنثى في الثامنة عشر من عمرها فما فوق 84.2 ذكر.
بلغ متوسط دخل الأسرة في المدينة 36,941 دولارًا، أما متوسط دخل العائلة فبلغ 41,250 دولارًا. وكان متوسط دخل الذكور 30,207 دولارًا مقابل 25,141 دولارًا للإناث. وسجل دخل الفرد الخاص بالمدينة 19,298 دولارًا. وكانت نسبة 5% من العائلات ونسبة 7.2% من السكان تحت خط الفقر، وكان من هؤلاء نسبة 9.1% تحت سن الثامنة عشر ونسبة 6.5% في الخامسة والستين من العمر وما فوق.

### تعداد عام 2010
بلغ عدد سكان غرين أكرز 37,573 نسمة بحسب تعداد عام 2010، وبلغ عدد الأسر 14,384 أسرة وعدد العائلات 9,432 عائلة مقيمة في المدينة. في حين سجلت الكثافة السكانية 2,463.8 نسمة لكل كيلومتر مربع (6,381.2/ميل2). وبلغ عدد الوحدات السكنية 17,249 وحدة بمتوسط كثافة قدره 1,131.1 لكل كيلومتر مربع (2,929.5/ميل2).
وتوزع التركيب العرقي للمدينة بنسبة 66.98% من البيض و16.95% من الأمريكيين الأفارقة و0.67% من الأمريكيين الأصليين و3.03% من الأمريكيين ذوي الأصول الآسيوية و0.09% من سكان جزر المحيط الهادئ و9.05% من الأعراق الأخرى و3.23% من عرقين مختلطين أو أكثر و38.30% من الهسبانيون أو اللاتينيون من أي عرق.
بلغ عدد الأسر 14,384 أسرة كانت نسبة 35.4% منها لديها أطفال تحت سن الثامنة عشر تعيش معهم، وبلغت نسبة الأزواج القاطنين مع بعضهم البعض 42.8% من أصل المجموع الكلي للأسر، ونسبة 16.5% من الأسر كان لديها معيلات من الإناث دون وجود شريك، بينما كانت نسبة 6.2% من الأسر لديها معيلون من الذكور دون وجود شريكة وكانت نسبة 34.4% من غير العائلات. تألفت نسبة 27.9% من أصل جميع الأسر من عدة أفراد يعيشون في نفس المنزل ونسبة 14% كانت تتألف من شخص يعيش بمفرده يبلغ من العمر 65 عاماً أو أكثر. وبلغ متوسط حجم الأسرة المعيشية 2.61، أما متوسط حجم العائلات فبلغ 3.17.
بلغ العمر الوسطي للسكان 36.3 عاماً. وكانت نسبة 24.8% من القاطنين تحت سن الثامنة عشر، وكانت نسبة 8.8% بين الثامنة عشر والرابعة والعشرين عاماً، ونسبة 28.8% كانت واقعةً في الفئة العمرية ما بين الخامسة والعشرين والرابعة والأربعين عاماً، ونسبة 21.2% كانت ما بين الخامسة والأربعين والرابعة والستين، ونسبة 16.5% كانت ضمن فئة الخامسة والستين عاماً فما فوق. وتوزع التركيب الجنسي للسكان بنسبة 47.5% ذكور و52.5% إناث.